# Greg Holland
Gregory Scott Holland (ur. 20 listopada 1985) – amerykański baseballista występujący na pozycji miotacza.

## Przebieg kariery
Holland studiował na Western Carolina University, gdzie w latach 2005–2007 grał w drużynie uniwersyteckiej Western Carolina Catamounts. W czerwcu 2007 został wybrany w 10. rundzie draftu przez Kansas City Royals i początkowo występował w klubach farmerskich tego zespołu, między innymi w Omaha Royals, reprezentującym poziom Triple-A. W Major League Baseball zadebiutował 2 sierpnia 2009 w meczu przeciwko Oakland Athletics, rozgrywając jedną zmianę, oddając dwa odbicia, dwie bazy za darmo i jednego runa.
19 maja 2011 w meczu z Texas Rangers zanotował pierwsze zwycięstwo w MLB. Po odejściu Jonathana Broxtona do Cincinnati Reds w lipcu 2012, został pierwszym closerem w zespole. W sezonie 2013 po raz pierwszy wystąpił w Meczu Gwiazd, pobił klubowy rekord w liczbie save'ów (47, 2. wynik w American League) i został wybrany najlepszym miotaczem klubu przez członków Baseball Writers' Association of America z Kansas City.
W 2015 zagrał w trzech meczach World Series, w których Royals pokonali New York Mets 4–1. 28 stycznia 2017 podpisał roczny kontrakt z Colorado Rockies. W marcu 2018 został zawodnikiem St. Louis Cardinals, zaś w sierpniu 2018 Washington Nationals. W sezonie 2019 grał w Arizona Diamondbacks.

## Nagrody i wyróżnienia
| Nagroda/wyróżnienie      | Lata             | Źródło |
| 3× All-Star              | 2013, 2014, 2017 | [ 2 ]  |
| Zwycięzca w World Series | 2015             | [ 2 ]  |